# Chicago Sun-Times
Die Chicago Sun-Times ist eine US-amerikanische Tageszeitung aus Chicago, Illinois. Im Vergleich zu ihrem Hauptkonkurrenten, der Chicago Tribune, konzentriert sie sich mehr auf das Stadtgeschehen. Sie steht politisch links von der Chicago Tribune. Bekannt wurde sie für ihren investigativen Journalismus, da sie viele Skandale in Chicago aufdeckte.
Sie hat nach Angaben des Audit Bureau of Circulations eine werktägliche verkaufte Auflage von 389.353, eine samstägliche von 239.368 und eine sonntägliche von 400.506 Exemplaren.
Die Chicago Sun-Times ist mit ihren auffallenden Schlagzeilen im Stil einer Boulevardzeitung gehalten und ist im Tabloid-Format. Der Kolumnist Roger Ebert arbeitete bei der Chicago Sun-Times als Filmrezensent, und Mike Royko war als politischer Kolumnist tätig.

## Geschichte

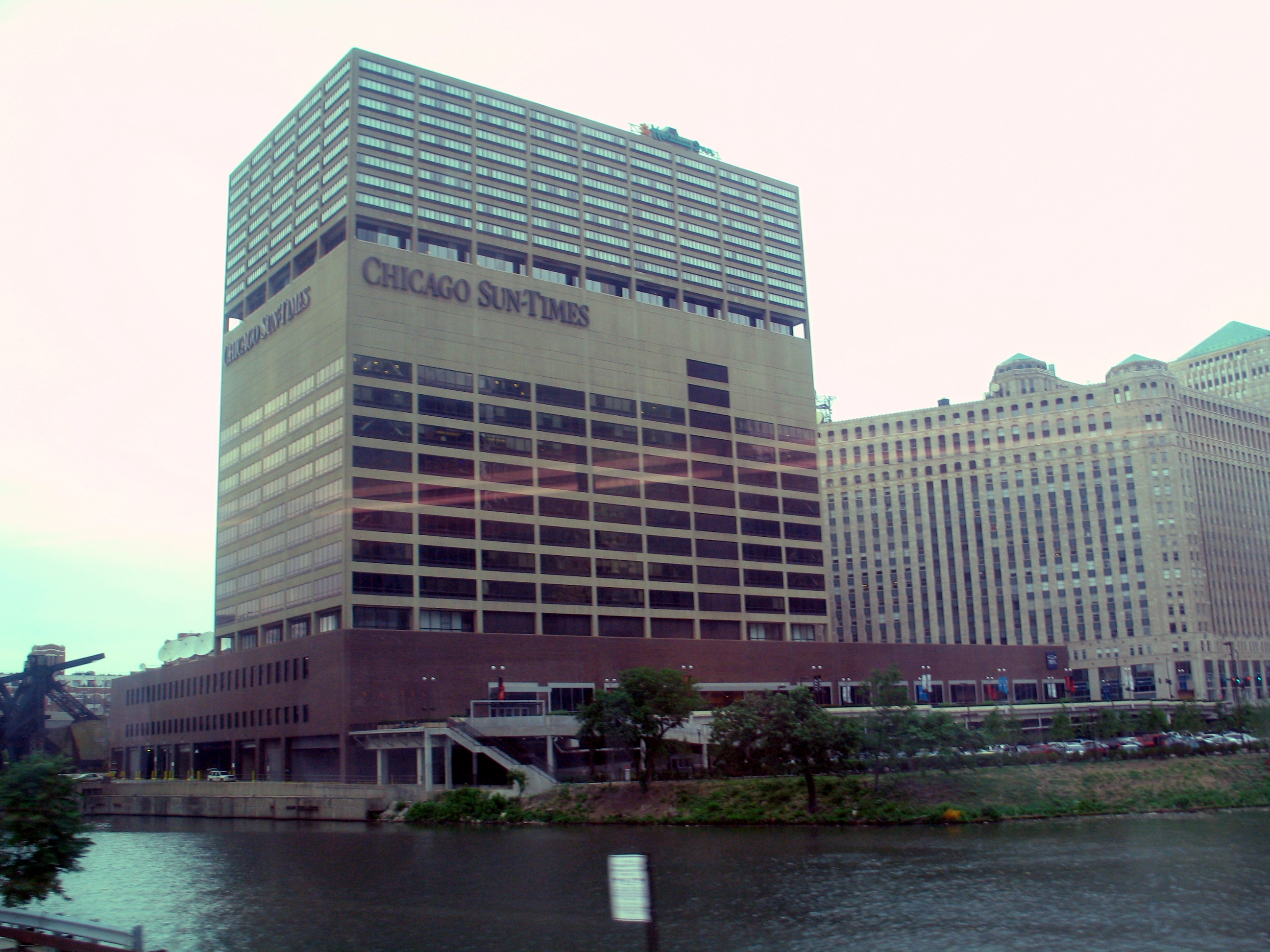
Das im Jahr 1977 neu errichtete Gebäude der Chicago Sun-Times

Die Chicago Sun-Times ging 1948 aus einem Zusammenschluss der Chicago Times mit der Chicago Sun hervor. Bis 1984 war sie im Besitz von Field Enterprises, von 1984 bis 1986 von News Corporation, von 1986 bis 1994 von The Sun-Times Company Inc. (eine Investorengruppe von Adler & Shaykin, Equitable Capital Management Corp., Robert Page (Herausgeber der Zeitung von 1984 bis 1988), Donald Piazza) und von 1994 bis 2009 von Hollinger International. Unter Hollinger International firmierte das Zeitungsunternehmen in Sun-Times Media Group um.
Am 31. März 2009 beantragte der Verlag Gläubigerschutz gemäß Chapter 11. Daraufhin erwarb eine Investorengruppe um den Chicagoer Unternehmer James C. Tyree die Unternehmensgruppe.
Ende Mai 2013 wurden sämtliche angestellten Fotografen entlassen. Die Entlassungen wurden damit begründet, dass die Leserschaft online vermehrt nach Videoinhalten verlangte, was eine Umstrukturierung erforderlich machte. Die Sun-Times kündigte an, dass neben den schreibenden Reportern künftig freie Mitarbeiter vor Ort das Foto- und Videomaterial liefern würden.

## In den Medien
Die Chicago Sun-Times wurde im Fernsehen bereits mehrfach verarbeitet, unter anderem in den amerikanischen Fernsehserien The Big Story (1949–1958) und Allein gegen die Zukunft (1996–2000), in welcher der Protagonist täglich die Chicago Sun-Times des nächsten Tages erhält und dann die dort beschriebenen Unglücke und Tragödien zu verhindern sucht. Auch in der Filmkomödie Zwei wie Katz und Maus hat die Sun-Times eine Hauptrolle, als Arbeitgeber eines Reporters, gespielt von John Belushi.